# Cape Braathen
Cape Braathen är en udde i Antarktis. Den ligger i Västantarktis. Inget land gör anspråk på området.
Terrängen inåt land är kuperad åt sydväst, men åt nordväst är den platt. Havet är nära Cape Braathen åt nordost. Trakten är obefolkad. Det finns inga samhällen i närheten.